# Mathilde Sussin

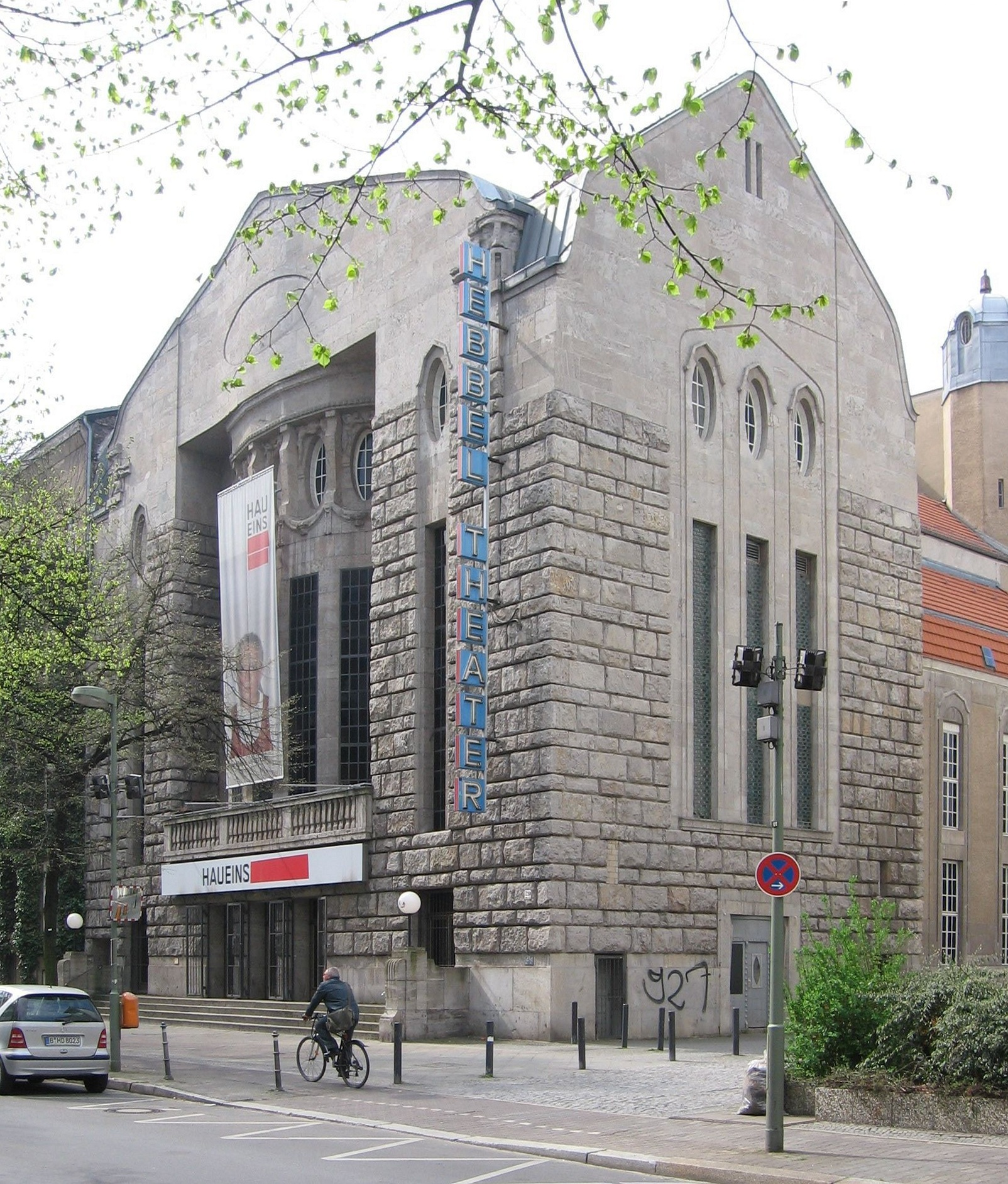
Mathilde Sussin joua au Theater in der Stresemannstraße ou Hebbel-Theater

Mathilde Sussin (née le 21 septembre 1876 à Vienne, Autriche-Hongrie; morte le 2 août 1943 au Camp de concentration de Theresienstadt, Protectorat de Bohême-Moravie) fut une actrice autrichienne.

## Biographie
Elle a commencé sa carrière artistique en 1895 au Stadttheater Innsbruck. En 1897, elle a joué à Aix-la-Chapelle, 1898 à Pressburg et 1899 à Wiener Neustadt. En 1901, elle est venue à Graz, où elle est interprète en tant que Lady Milford à Kabale et Liebe. En 1906, elle est apparue pour la première fois à Berlin.
Ses rôles étaient souvent ceux de l'élégante et sensible dame du salon. Elle a notamment joué dans des pièces de Gerhart Hauptmann, Henrik Ibsen et Hermann Sudermann au Lessingtheater de Berlin et depuis 1916 au Staatstheater. Cette année là, elle a reçu son premier rôle au cinéma, et à partir de 1920, elle a souvent été vue dans des films muets.
À partir de 1933 elle est apparue sur scène au théâtre de la Stresemannstraße, et en juin 1933 à la première de la pièce Andreas Hollmann de Hans-Christoph Kärgel. Avec la création du Reichstheaterkammer, délimitant les restrictions opposées aux acteurs de confession juive elle a perdu toute possibilité d'exprimer son talent.
Le 9 septembre 1942, elle est déportée à Theresienstadt. Là, elle était toujours active dans la vie culturelle mais elle y est décédée de tuberculose le 2 août 1943.

## Filmographie partielle
- 1923 : Sa femme l'inconnue de Benjamin Christensen
- 1923 : I.N.R.I. de Robert Wiene
- 1924 : La Tragédie des Habsbourg (Tragödie im Hause Habsburg) d'Alexander Korda
- 1926 : On ne badine pas avec l'amour de Georg Wilhelm Pabst
- 1927 : Die berühmte Frau de Robert Wiene
- 1928 : La Sainte et son fou (Die Heilige und ihr Narr) de William Dieterle
- 1930 : Flachsmann als Erzieher de Carl Heinz Wolff
- 1932 : Nous les mères de Fritz Wendhausen